# 太陽の下の10万ドル
『太陽の下の10万ドル』（たいようのしたのじゅうまんドル、Cent mille dollars au soleil）は1964年のフランスの映画。出演はジャン＝ポール・ベルモンドやリノ・ヴァンチュラなど。
北アフリカの砂漠を舞台にしたトラックでの逃走劇である。監督のアンリ・ヴェルヌイユは本作について「西部劇だが、フランスには馬がいないのでトラックを使った。ジャン＝ポールにはカウボーイの帽子、ブルージーンズ、ブーツを渡している。彼はフランスで数少ない若くて男らしい俳優の1人だ」と語っている。

## キャスト
※括弧内は日本語吹替（初回放送1970年5月24日『日曜洋画劇場』）
- ロッコ：ジャン＝ポール・ベルモンド（前田昌明）
- エルベ：リノ・ヴァンチュラ（西田昭市）
- ペペ：アンドレア・パリジー（渋沢詩子）
- カスティリアーノ：ゲルト・フレーベ
- ミリー・ミッチ：ベルナール・ブリエ

## スタッフ
- 監督：アンリ・ヴェルヌイユ
- 脚本：マルセル・ジュリアン、アンリ・ヴェルヌイユ
- 撮影：マルセル・グリニヨン
- 編集：ミシェル・ベーム、クロード・デュラン
- 音楽：ジョルジュ・ドルリュー